# Fibroscopi

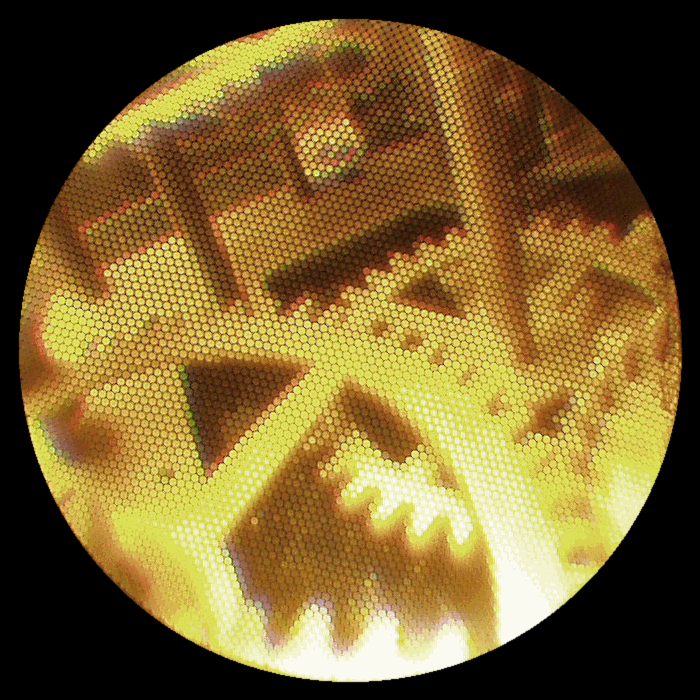
Un fibroscopi de baixa qualitat analityant l'interior d'un rellotge.

Un fibroscopi és un instrument de diagnòstic mèdic que es fa servir per a la il·luminació i exploració de cavitats. La seva característica més important és ser prim i molt flexible, a diferència de l'endoscopi, que és essencialment rígid (molt més gruixut).
El fibroscopi portàtil és una forma d'endoscòpia que ofereix economia i flexibilitat amb la comoditat de la il·luminació incorporada per a diferents camps. En medicina la fibroscòpia s'empra per a l'exploració de l'estómac, els bronquis i la vesícula.
Amb un fibroscopi es fa possible examinar ràpidament i fàcilment l'interior de cavitats i òrgans del cos humà sense interferir (d'una forma important) en el seu funcionament, permetent dur a terme un control des de dins.

## Ús fora del diagnòstic mèdic
També pot ser utilitzat per verificar l'equip mecànic de l'automòbil, equips elèctrics, equips d'electricitat i alguns tipus de tubs.